# Colorado Chill
Le Colorado Chill sono state una franchigia di pallacanestro della NWBL, con sede a Loveland, nel Colorado, attive tra il 2004 e il 2006.
Persero la finale del 2004 per 73-60 con le Dallas Fury. Vinsero il titolo nel 2005 e nel 2006, battendo rispettivamente le Dallas Fury e le San Diego Siege. Scomparvero con lo scioglimento della lega.

## Stagioni
| Stagione | Lega | Denominazione  | V  | P | %    | Piazzamento | Play-off |
| -------- | ---- | -------------- | -- | - | ---- | ----------- | -------- |
| 2004     | NWBL | Colorado Chill | 15 | 6 | 71,4 | 1º          | Finale   |
| 2005     | NWBL | Colorado Chill | 16 | 8 | 66,7 | 1º          | Campioni |
| 2006     | NWBL | Colorado Chill | 14 | 4 | 77,8 | 2º          | Campioni |

## Palmarès
- National Women's Basketball League: 2

2005, 2006